# Estados Unidos en los Juegos Olímpicos de Salt Lake City 2002
Estados Unidos estuvo representado en los Juegos Olímpicos de Salt Lake City 2002 por un total de 202 deportistas, 115 hombres y 87 mujeres, que compitieron en 15 deportes.
La portadora de la bandera en la ceremonia de apertura fue la patinadora de velocidad en pista corta Amy Peterson.

## Medallistas
El equipo olímpico estadounidense obtuvo las siguientes medallas:
| Nombre                                                 | Deporte                              | Competición                |
| ------------------------------------------------------ | ------------------------------------ | -------------------------- |
| Oro                                                    |                                      |                            |
| Jill Bakken Vonetta Flowers                            | Bobsleigh                            | Doble F                    |
| Sarah Hughes                                           | Patinaje artístico                   | Individual F               |
| Chris Witty                                            | Patinaje de velocidad                | 1000 m F                   |
| Casey FitzRandolph                                     | Patinaje de velocidad                | 500 m M                    |
| Derek Parra                                            | Patinaje de velocidad                | 1500 m M                   |
| Apolo Anton Ohno                                       | Patinaje de velocidad en pista corta | 1500 m M                   |
| Tristan Gale                                           | Skeleton                             | Individual F               |
| Jimmy Shea                                             | Skeleton                             | Individual M               |
| Kelly Clark                                            | Snowboard                            | Halfpipe F                 |
| Ross Powers                                            | Snowboard                            | Halfpipe M                 |
| Plata                                                  |                                      |                            |
| Todd Hays Randy Jones Bill Schuffenhauer Garrett Hines | Bobsleigh                            | Cuádruple M                |
| Shannon Bahrke                                         | Esquí acrobático                     | Baches F                   |
| Travis Mayer                                           | Esquí acrobático                     | Baches M                   |
| Joe Pack                                               | Esquí acrobático                     | Salto M                    |
| Bode Miller                                            | Esquí alpino                         | Combinada M                |
| Bode Miller                                            | Esquí alpino                         | Eslalon gigante M          |
| Equipo                                                 | Hockey sobre hielo                   | Torneo F                   |
| Equipo                                                 | Hockey sobre hielo                   | Torneo M                   |
| Mark Grimmette Brian Martin                            | Luge                                 | Doble M                    |
| Derek Parra                                            | Patinaje de velocidad                | 5000 m M                   |
| Apolo Anton Ohno                                       | Patinaje de velocidad en pista corta | 1000 m M                   |
| Lea Ann Parsley                                        | Skeleton                             | Individual F               |
| Danny Kass                                             | Snowboard                            | Halfpipe M                 |
| Bronce                                                 |                                      |                            |
| Brian Shimer Mike Kohn Doug Sharp Dan Steele           | Bobsleigh                            | Cuádruple M                |
| Chris Thorpe Clay Ives                                 | Luge                                 | Doble M                    |
| Michelle Kwan                                          | Patinaje artístico                   | Individual F               |
| Timothy Goebel                                         | Patinaje artístico                   | Individual M               |
| Jennifer Rodriguez                                     | Patinaje de velocidad                | 1000 m F                   |
| Jennifer Rodriguez                                     | Patinaje de velocidad                | 1500 m F                   |
| Kip Carpenter                                          | Patinaje de velocidad                | 500 m F                    |
| Joey Cheek                                             | Patinaje de velocidad                | 1000 m F                   |
| Rusty Smith                                            | Patinaje de velocidad en pista corta | 500 m M                    |
| Jarret Thomas                                          | Snowboard                            | Halfpipe M                 |
| Chris Klug                                             | Snowboard                            | Eslalon gigante paralelo M |